# Hypoestes elliotii
Hypoestes elliotii är en akantusväxtart som beskrevs av Spencer Le Marchant Moore. Hypoestes elliotii ingår i släktet Hypoestes och familjen akantusväxter. Inga underarter finns listade i Catalogue of Life.